# Hamilton River (Collie River)
Der Hamilton River ist ein Fluss im Südwesten des australischen Bundesstaates Western Australia.

## Geografie
Der Fluss entspringt rund zehn Kilometer nordwestlich von Allanson. Von dort fließt er zunächst nach Westen und wendet seinen Lauf dann nach Süden. Er mündet in den nordöstlichen Arm des Wellington Reservoirs und damit in den Collie River.